# Montevallo
Montevallo est une ville du comté de Shelby, dans l'État d'Alabama, aux États-Unis.

## Démographie
| 1880 | 1890 | 1910 | 1920 | 1930  | 1940  | 1950  | 1960  |
| ---- | ---- | ---- | ---- | ----- | ----- | ----- | ----- |
| 402  | 572  | 923  | 850  | 1 245 | 1 490 | 2 150 | 2 755 |

| 1970  | 1980  | 1990  | 2000  | 2010  | - | - | - |
| ----- | ----- | ----- | ----- | ----- | - | - | - |
| 3 719 | 3 965 | 4 239 | 4 825 | 6 323 | - | - | - |